# Center Point (Indiana)
Center Point is een plaats (town) in de Amerikaanse staat Indiana, en valt bestuurlijk gezien onder Clay County.

## Demografie
Bij de volkstelling in 2000 werd het aantal inwoners vastgesteld op 292.
In 2006 is het aantal inwoners door het United States Census Bureau geschat op 294, een stijging van 2 (0,7%).

## Geografie
Volgens het United States Census Bureau beslaat de plaats een oppervlakte van
2,0 km², waarvan 1,9 km² land en 0,1 km² water. Center Point ligt op ongeveer 202 m boven zeeniveau.

## Plaatsen in de nabije omgeving
De onderstaande figuur toont nabijgelegen plaatsen in een straal van 16 km rond Center Point.